# Chairlift
Chairlift var en alternativ popgruppe fra USA, der bestod af Caroline Polachek (sangskriver, vokal, tamburin, synthesizer) og Patrick Wimberly (trommer, bas guitar, keyboard, produktion).
Gruppen blev dannet i 2005 af Caroline Polachek og Aaron Pfenning og Wimberly blev en del af gruppen i 2007. 
De udgav deres debutalbum, Does You Inspire You, i 2008. Pfenning folrod gruppen i 2010, og duoen udgav herefter yderligere to albums Something (2012) og Moth (2016), inden de annoncerede at gruppen var opløst i 2016.
Singlen "Bruises" fra 2008 er blandt andet blevet anvendt i en reklame for iPod Nano.

## Diskografi

### Studiealbums
| Titel                | Detaljer                                                                                      | Højeste hitlisteplacering | Højeste hitlisteplacering | Højeste hitlisteplacering | Højeste hitlisteplacering | Højeste hitlisteplacering | Højeste hitlisteplacering | Højeste hitlisteplacering | Højeste hitlisteplacering | Højeste hitlisteplacering |
| Titel                | Detaljer                                                                                      | US                        | US Heat                   | US Rock                   | US Indie                  | AUS                       | BEL (FL) Heat             | BEL (FL) Alt.             | UK                        | UK Indie                  |
| -------------------- | --------------------------------------------------------------------------------------------- | ------------------------- | ------------------------- | ------------------------- | ------------------------- | ------------------------- | ------------------------- | ------------------------- | ------------------------- | ------------------------- |
| Does You Inspire You | - Released: July 22, 2008 - Pladeselskab: Kanine Records - Formater:                          | —                         | —                         | —                         | —                         | —                         | —                         | —                         | —                         | —                         |
| Something            | - Udgivet: January 24, 2012 - Pladeselskab: Kanine, Columbia Records, Young Turks - Formater: | 184                       | 5                         | 47                        | 29                        | 45                        | 3                         | 38                        | 131                       | 15                        |
| Moth                 | - Udgivet: January 22, 2016 - Pladeselskab: Columbia Records - Formater:                      | —                         | 7                         | 32                        | —                         | —                         | —                         | —                         | —                         | —                         |

### EP'er
| Titel             | Detaljer                                                                                            |
| ----------------- | --------------------------------------------------------------------------------------------------- |
| Daylight Savings  | - Udgivet: June 2007 - Pladeselskab: Selvudgivelse                                                  |
| Chairlift at 6:15 | - Udgivet: October 28, 2012 - Pladeselskab: Young Turks, Kanine - Formater: Vinyl, digital download |

### Singler
| "Evident Utensil"                                                                 | 2007 | — | —  | —  | —  | —  | —  | —  | —  | Does You Inspire You      |
| "Bruises"                                                                         | 2008 | 1 | 72 | 5  | 80 | 63 | 34 | 89 | 50 | Does You Inspire You      |
| "Always Crashing in the Same Car"                                                 | 2010 | — | —  | —  | —  | —  | 48 | —  | —  | Non-album single          |
| "Amanaemonesia"                                                                   | 2011 | — | —  | —  | —  | —  | 48 | —  | —  | Something                 |
| "Met Before"                                                                      | 2012 | — | —  | —  | —  | —  | —  | —  | —  | Something                 |
| "I Belong in Your Arms"                                                           | 2012 | — | —  | —  | —  | —  | —  | —  |    | Something                 |
| "Ghost Tonight"                                                                   | 2012 | — | —  | 35 | —  | —  | —  | —  | —  | Something                 |
| "I Belong in Your Arms" (Japanese version)                                        | 2012 | — | —  | —  | —  | —  | —  | —  | —  | Skabelon:Non-album single |
| "Ch-Ching"                                                                        | 2015 | — | —  | —  | —  | —  | —  | —  | —  | Moth                      |
| "Romeo"                                                                           | 2015 | — | —  | —  | —  | —  | —  | —  | —  | Moth                      |
| "Crying in Public"                                                                | 2016 | — | —  | —  | —  | —  | —  | —  | —  | Moth                      |
| "Moth To the Flame"                                                               | 2016 | — | —  | —  | —  | —  | —  | —  | —  | Moth                      |
| "Ch-Ching (Redux)" (featuring DRAM and Jimi Tents)                                | 2016 | — | —  | —  | —  | —  | —  | —  | —  | Non-album singles         |
| "Get Real"                                                                        | 2016 | — | —  | —  | —  | —  | —  | —  | —  | Non-album singles         |
| "—" denotes a recording that did not chart or was not released in that territory. |      |   |    |    |    |    |    |    |    |                           |

### Remix
- Glasser – "Apply (Chairlift Remix)" (2012)
- Phoenix – "Fences (Chairlift Remix)" (2012)
- Indochine – "College Boy (Chairlift Remix)" (2013)